# Jean Jacques Fasquel
Jean Jacques Fesquel (* vermutlich 22. April 1805; † 1866 in Berlin) war ein Nachkomme einer Hugenottenfamilie, der im 19. Jahrhundert in Alt-Berlin zu Reichtum gelangt war. Einen großen Teil der Gewinne spendete er im Jahr 1864 der Stadt Berlin für den Aufbau des ersten städtischen Krankenhauses, setzte jedoch eine Frist für den Baubeginn. Die Stadtverwaltung gründete eigens eine Baukommission, in deren Auftrag die Baumeister Martin Gropius und Heino Schmieden Baupläne ausarbeiteten und die Bauarbeiten des späteren Krankenhauses im Friedrichshain leiteten. Die Einweihung des ersten Teils des Krankenhauses erfolgte 1874.

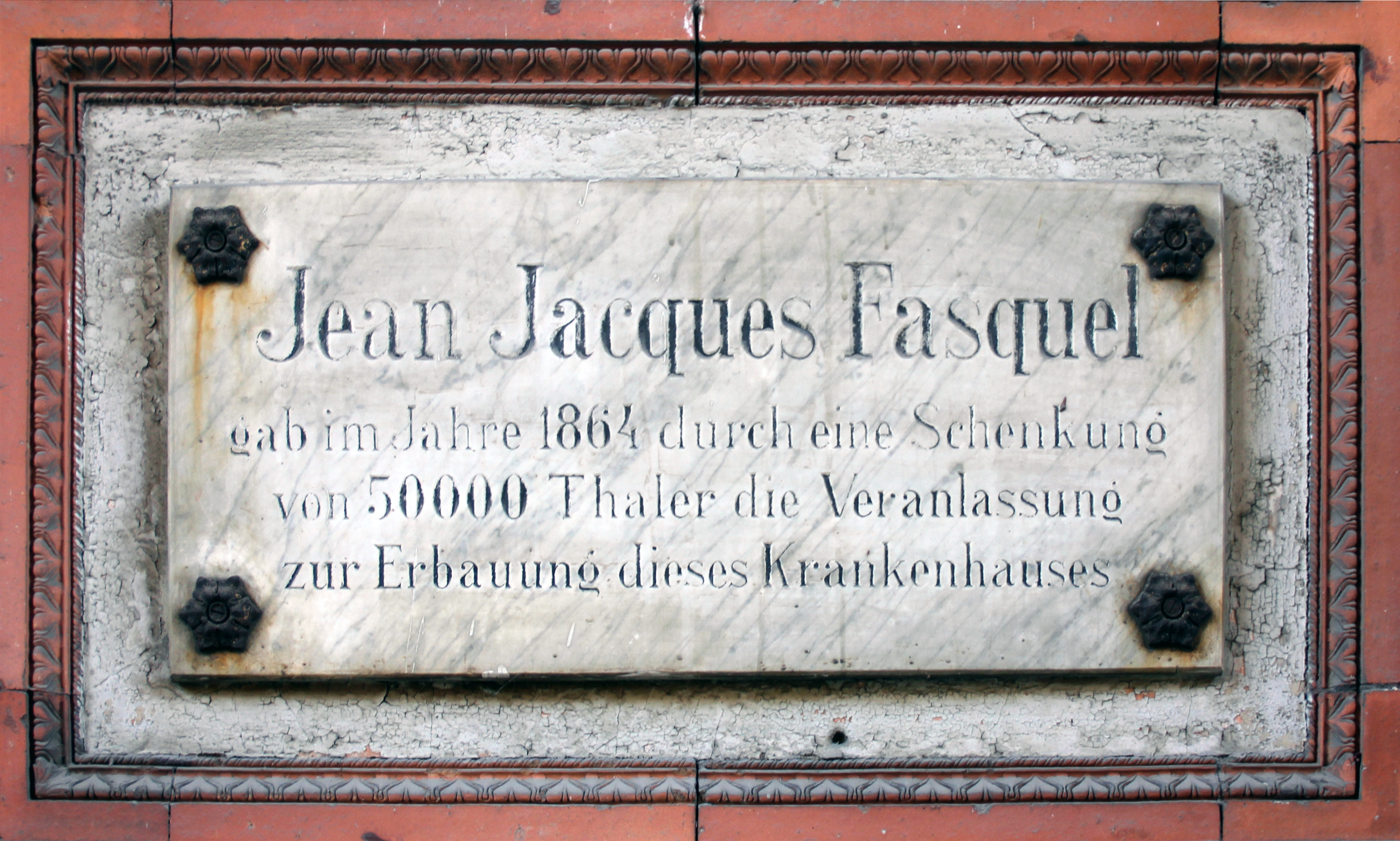
Gedenktafel

An den Spender erinnert eine im Durchgang des früheren Haupteingangs angebrachte Marmor-Gedenktafel am Max-Fetting-Platz.

## Leben
J. J. Fasquel war entweder Bäckermeister oder Rentier in Berlin.
Im Jahr 1861 treten im Adressbuch zwei Personen mit dem Nachnamen „Fasquel“ auf, die jeweils Hauseigentümer sind: in der Münzstraße und in der Krausenstraße.
Im Jahr 1864, als die Stiftung erfolgte, führte das Adressbuch den Bäcker Fasquel in der Krausenstraße 76 mit dem abgekürzten Vornamen „L.“, der damit als Spender ausscheidet. So erscheint es wahrscheinlich, dass der Rentier J. Fasquel, nun Blumenstraße 74, der Geldgeber für den Krankenhausbau war.
Er schenkte der Stadt Berlin eine für damalige Verhältnisse hohe Summe von 50.000 Talern unter der Bedingung, „dass mit dem Bau eines Krankenhauses bis zum 31. Dezember 1868 begonnen wird.“ Allerdings schlossen die Schenkungsbedingungen die Behandlung von Geistes- und Geschlechtskranken, Pocken- und Cholerakranken sowie Wöchnerinnen aus, auch ein Operationssaal sollte nicht gebaut werden.
Der Magistrat beschloss am 28. Dezember 1867 den Bau des ersten städtischen Krankenhauses und beauftragte die bereits bekannten Baumeister Gropius und Schmieden mit der Erstellung von Plänen und mit der Bauleitung. Jedoch zog sich die endgültige Fertigstellung der Einrichtung bis zum Oktober 1874 hin. Einflüsse auf die zögerliche Errichtung hatten Grundstücksangelegenheiten, denn der vorgesehene Standort erforderte, einen Teil des Parks an der Landsberger Chaussee zu separieren und einen Flächenausgleich zu schaffen. Zum anderen führten die gerade von Rudolf Virchow vertretenen und geforderten neuen Hygieneregeln für Krankenhäuser (nicht mehr nur einfache Aneinanderreihung von Baracken und nicht nur auf Pflege, sondern auch auf natürliche Heilung ausgerichtet) zu langwierigeren Vorbereitungsarbeiten für die nötige Infrastruktur. Fasquel hat höchstwahrscheinlich die Planer auf die in Paris bewährte Pavillonstruktur am Beispiel des Hôpital Lariboisière aufmerksam gemacht; er scheint selbst massive Gesundheitsprobleme gehabt zu haben und wollte den Baubeginn wahrscheinlich noch erleben.